# Vital Volski
Vital Volski (en biélorusse : Віталь Вольскі) (1901-1988) (Zeïdel-Volski de son vrai nom) est un écrivain biélorusse né le 5 mai 1901 à Saint-Pétersbourg dans une famille d'employés.

## Biographie
Dès l'année 1918 il a travaillé en usine, puis au Commissariat de la Gestion Urbaine de la ville de St-Petersburg.
En 1919 il commence son service militaire dans l'Armée Rouge, participe à la guerre civile.
En 1927 il termine ses études à l'Université Communiste du Belarus.
Dès l'année 1929 il devient proviseur du lycée technique de Vitebsk.
Dès l'année 1930 il est directeur du théâtre dramatique de Vitebsk.
Entre 1932 et 1936 il occupe le poste du directeur de l'Institut de la Littérature et de l'Art à l'Académie des Sciences de RSSB (République Socialiste Soviétique de Biélorussie).
Dès avril 1942 il participe à la rédaction du journal-affiche satirique « Раздавім фашысцкую гадзіну » (Écrasons la canaille fasciste).
Dès novembre 1943 il entre dans la rédaction du «Беларусь» (Belrus).
Entre 1948 et 1954 il travaille en tant que consultant pour l'Institut de la Littérature à l'Académie des Sciences de RSSB. Lauréat en sciences philologiques.
Il a reçu de nombreuses récompenses.
Il décède le 22 août 1988.

## Son œuvre
Sa création littéraire commence en 1926. Il a étudié le folklore populaire ainsi que la littérature ancienne des tatars de Biélorussie. Son premier livre est «Праблемы беларускай савецкай драматургіі» (1934)(Les problèmes de la dramaturgie biélorusse soviétique). Il est également auteur de «Эдуард Самуйлёнак: Жыццё і творчасць» (1951) (Eduard Samouïlenak : sa vie et son œuvre), « Нарысы па гісторыі беларускай літаратуры эпохі феадалізму » (Les écrits sur l'histoire de la littérature biélorusse de l'époque féodale)(1958). Il est l'un des auteurs du livre «Нарысы па гісторыі беларускай літаратуры» (Les écrits sur l'histoire de la littérature biélorusse) ((1956), destiné aux étudiants en littérature biélorusse, du manuel « Беларуская савецкая літаратура » (La littérature biélorusse soviétique) (1948-1954) pour les lycéens.
Auteur des pièces :
- «Цудоўная дудка» (La flûte magique) (1940, mis en scène en 1939),
- «Дзед і жораў» (1946, mis en scène en 1939),
- «Несцерка» (1946, mis en scène en 1941),

un film fait sur ce scénario est sorti en 1955, 
- «Машэка» (1946, mis en scène en 1954)

Elles font partie du recueil intitulé «П'есы» (les Pièces) (1962),

Il est auteur des scénarios pour les films documentaires portant sur la connaissance du pays :
- «Белавежская пушча» (Réserve naturelle de Belaveja) (1946),
- «Бярэзінскі запаведнік» (Réserve naturelle de Berezinski) (1965).

Il a écrit des récits sur la connaissance du pays intitulés :
- «Па лясных сцежках» (Sur les sentiers forestiers) (1948),
- «У лясах над Бярозай» (1955),
- «Месяц за месяцам» (Mois après mois) (1956),
- «На бабровых азёрах» (1957),
- «Чайкі над Нараччу» (1959),
- «Родны край» (Pays natal)(1961),
- «Афрыканскае падарожжа» (Voyage africain) (1963),
- «Эль Махрыб» (1965), «Старонкі нашай гісторыі» (Les pages de notre histoire) (1966),
- «Падарожжа па краіне беларусаў» (Voyage au pays des Biélorusses) (1968),
- «Месяц за месяцам» (Mois après mois) (1969),
- «Палессе» (Palesje)(1971),

- «Кніга падарожжаў» (Livre de voyages) (1971),
- «Лёс Дункана» (Destin de Dunkan) (1978),
- «Дзень добры, Бяроза» (1984).

Ses œuvres les plus reconnues ont été publiées en 1977 en deux volumes. 
Il a traduit en biélorusse :
- le poème satirique de І.В.Гётэ intitulé «Рэйнеке-Ліс» (1940)
- le roman de В.Брэдэля intitulé «Выпрабаванне» (Epreuve)(1937)
- le roman М.Кульбака intitulé «Зельманцы» (1960).